# Innocent malgré tout
Pour plus de détails, voir Fiche technique et Distribution.
Innocent malgré tout, est un long métrage ivoirien, sorti en 2016, et réalisé par Samuel Codjovi et Jean De Dieu Konan. Le film est présenté en 2017 à la 25è édition du Festival panafricain du cinéma et de la télévision de Ouagadougou.

## Synopsis
Karus est accusé du meurtre d'une jeune fille qu'il tentait de secourir alors qu'elle se fait violer. Cette situation change radicalement. Il menait une vie tranquille et banale dans la collecte d'ordures. La jeune fille en question est la fille d'un homme puissant qui est ministre et qui veut à tout prix trouver un coupable. Karus est soumis à des tortures dans un commissariat sous ordre de ce dernier.

## Fiche technique
- Titre original : Innocent malgré tout[3]
- Réalisateur :  Samuel Codjovi et Jean De Dieu Konan[4]
- Scénario : Samuel Mathurin Codjovi
- Producteur : Rebel réaction production[5]
- Acteurs principaux : Mahoula Kane, Nadège Atele, Samuel Mathurin Codjovi, Christ Pesson et Abdoul Karim Konaté
- Genre : fiction drame
- Durée : 75 minutes
- Pays de production : Côte d'Ivoire
- Langue originale : français
- Format : couleur
- Date de sortie : juillet 2016, Cameroun

## Distribution
- Nadège Atele[3]
- Samuel Mathurin Codjovi
- Mahoula Kane
- Abdoul-Karim Konaté
- Christ Pesson
- Stéphane Sebime
- Vanessa Tahou

## Distinction
En 2017, le film figure dans la liste des films ivoiriens nommés au à la 25e édition du festival panafricain du cinéma et de la télévision de Ouagadougou,,.